# 華山郡 (湖北省)
華山郡，南朝劉宋時期設置的僑郡。
劉宋大明元年（457年）割襄陽郡西界為該郡實土。寄治大堤（今湖北省宜城市北大堤村），下領上黃縣（舊屬襄陽郡）及華山、藍田2個僑縣。蕭齊因之。蕭梁太清三年（549年）北附西魏，廢郡為漢南縣，隸屬宜城郡。